# Kabouterwasplaat
De kabouterwasplaat (Hygrocybe insipida) is een schimmel die behoort tot de familie Hygrophoraceae. Hij leeft als saprotroof op niet tot matig bemeste, kortgrazige graslanden, zo nu en dan in bermen en langs dijken, op vochtige tot droge, basische tot zure bodemtypen. Vruchtlichamen verschijnen van augustus tot oktober op goed verlichte bosranden, op begraasde of gemaaide weiden bedekt met mos, op weiden, vooral in de herfst, wanneer het voldoende vochtig is.

## Kenmerken
Hoed
De hoed heeft een diameter van 1 tot 4 cm, aanvankelijk halfbolvormig, bij volwassen vruchtlichamen platbol. Het is hygrofaan. Tijdens droogte is het oppervlak slijmerig, oranje, bij nat weer is het rood, scharlakenrood, met een typische rand van chroomgeel tot oranjegeel
Lamellen
De lamellen zijn aanvankelijk witachtig, geelachtig, daarna chroomgeel, met een lichte oranje tint, duidelijk bleker op het blad
Steel
De steel heeft een lengte van 25 tot 30 mm en een dikte van 1 tot 2 mm. De vorm is cilindrisch, vaak gebogen, hol. Het oppervlak is aanvankelijk wat slijmerig, later droog. Jong - roodachtig aan de bovenkant, oranjegeel naar beneden, bij oudere exemplaren chroomgeel
Geur en smaak
De geur en smaak is niet onderscheidend.

### Microscopische kenmerken
De sporen zijn glad, min of meer ellipsoïde en af en toe vernauwd aan het apicale uiteinde, hyaliene in KOH, inamyloïde en meten 5-6,5 × 2,5-3,5 µm. De basidia meten tot 45 µm en hebben vier sterigmata. Hymeniale cystidia zijn niet aanwezig.

## Verspreiding
De kabouterwasplaat is een Europese soort die zelden voorkomt in Noord-Amerika. In Nederland komt hij vrij algemeen voor. Hij staat op de rode lijst in de categorie 'kwetsbaar'.

## Taxonomie
Dit taxon werd voor het eerst beschreven door Jakob Emanuel Lange in 1923 als een variant van Cortinarius reae. De huidige naam, erkend door Index Fungorum, werd er in 1967 aan gegeven door Meinhard Michael Moser.

## Foto's

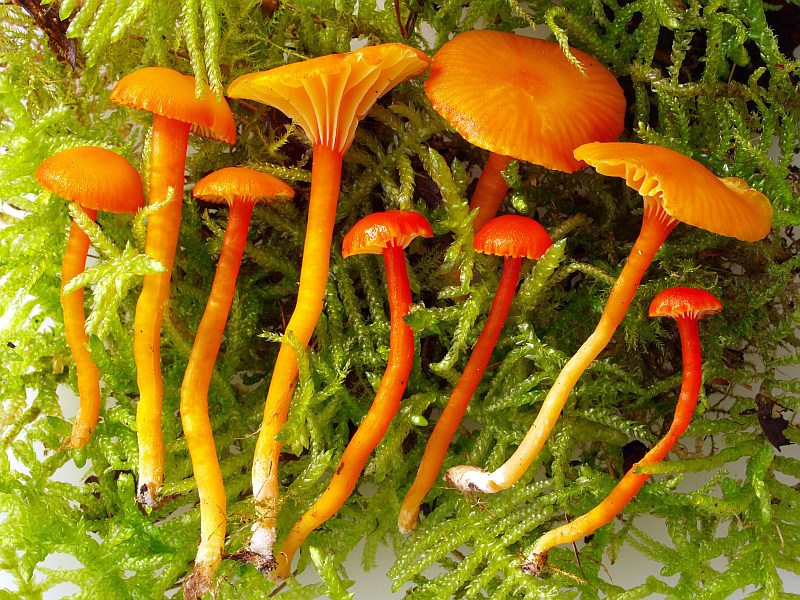